# Thomas Sowunmi
Thomas Sowunmi (ur. 25 lipca 1978 roku w Lagos) – węgierski piłkarz nigeryjskiego pochodzenia, grający na pozycji napastnika. Od 2009 roku reprezentuje klub BFC Siófok.

## Kariera
Sowunmi jest synem matki Węgierki i ojca Nigeryjczyka. Urodził się w Lagos i do dziewiątego roku życia mieszkał w Afryce. W piłkę nożną zaczął grać w wieku 13 lat, a profesjonalną karierę rozpoczął w klubie Dunaferr SE (obecnie Dunaújváros FC).
W 1998 roku przeszedł do Vasasu Budapeszt, ale w 2001 roku wrócił do macierzystego klubu, w międzyczasie debiutując w reprezentacji Węgier. Następnie przez krótki okres grał we Francji, w AC Ajaccio, ale w 2003 roku wrócił na Węgry i został zawodnikiem Ferencvárosu Budapeszt. W 2005 roku przeszedł do 1. FC Slovácko, ale po roku gry w tym klubie został z niego zwolniony na skutek sporu z nim. W sprawie interweniowały policja i FIFA.
6 lutego 2007 roku podpisał kontrakt ze szkockim Hibernian F.C. po tym, jak udanie zaprezentował się na testach. Już w swoim drugim meczu w tym klubie strzelił bramkę, a miało to miejsce w ćwierćfinale Pucharu Szkocji, gdy jego klub grał przeciwko Queen of the South F.C. Jednakże Sowunmi został zwolniony z klubu po sezonie, i trafił we wrześniu 2007 roku do Vasasu Budapeszt.
Od 2009 roku gra w BFC Siófok.